# Daniele Santini
Daniele Santini (3 de noviembre de 1992) es un deportista italiano que compitió en piragüismo en la modalidad de aguas tranquilas.
Ganó cuatro medallas en el Campeonato Mundial de Piragüismo, entre los años 2018 y  2023, y tres medallas en el Campeonato Europeo de Piragüismo entre los años 2012 y 2022.

## Palmarés internacional
| Campeonato Mundial | Campeonato Mundial          | Campeonato Mundial | Campeonato Mundial |
| Año                | Lugar                       | Medalla            | Competición        |
| ------------------ | --------------------------- | ------------------ | ------------------ |
| 2018               | Montemor-o-Velho (Portugal) | Medalla de bronce  | C4 500 m           |
| 2021               | Copenhague (Dinamarca)      | Medalla de oro     | C2 500 m           |
| 2023               | Duisburgo (Alemania)        | Medalla de oro     | C2 1000 m          |
| 2023               | Duisburgo (Alemania)        | Medalla de bronce  | C2 500 m mixto     |
| Campeonato Europeo |                             |                    |                    |
| Año                | Lugar                       | Medalla            | Competición        |
| 2012               | Zagreb (Croacia)            | Medalla de bronce  | C2 200 m           |
| 2015               | Račice (República Checa)    | Medalla de bronce  | C2 200 m           |
| 2022               | Múnich (Alemania)           | Medalla de plata   | C2 1000 m          |